# Red Top
Red Top è un album raccolta di Gene Ammons, pubblicato dalla Savoy Records nel 1976. Il disco raccoglie brani incisi nel 1947, 1952 e 1953.

## Tracce
Lato A
1. El Sino – 3:13 (Gene Ammons, Charles Greenley) – Registrato il 4 ottobre 1947 a Detroit, Michigan
2. Ineta – 2:54 (Gene Ammons) – Registrato il 4 ottobre 1947 a Detroit, Michigan
3. Wild Leo – 2:57 (Gene Ammons) – Registrato il 4 ottobre 1947 a Detroit, Michigan
4. Leaping Leo – 3:03 (Leo Parker) – Registrato il 4 ottobre 1947 a Detroit, Michigan[1]
5. Just Chips – 3:07 (Gene Ammons) – Registrato il 18 novembre 1952 a Chicago (Illinois)
6. Street of Dreams – 2:59 (Sam M. Lewis, Victor Young) – Registrato il 18 novembre 1952 a Chicago (Illinois)
7. Good Time Blues – 2:58 (Junior Mance) – Registrato il 18 novembre 1952 a Chicago (Illinois)

Lato B
1. Travellin' Light – 2:57 (Johnny Mercer, Jimmy Mundy, Ben Kynard) – Registrato il 18 novembre 1952 a Chicago (Illinois)[2]
2. Red Top – 3:08 (Gene Ammons, Lionel Hampton, Ben Kynard) – Registrato il 15 aprile 1953 a Chicago (Illinois)[3]
3. Fuzzy – 3:09 (Gene Ammons) – Registrato l'8 giugno 1953 a Chicago (Illinois)
4. Stairway to the Stars – 2:48 (Matty Malneck, Mitchell Parish, Frank Signorelli, Lewis Simpkins) – Registrato l'8 giugno 1953 a Chicago (Illinois)
5. Jim Dawgs – 3:05 (Mack Easton) – Registrato l'8 giugno 1953 a Chicago (Illinois)
6. Big Slam Part 1 – 4:35 (Gene Ammons) – Registrato l'8 giugno 1953 a Chicago (Illinois)
7. Big Slam Part 2 – 2:44 (Gene Ammons) – Registrato l'8 giugno 1953 a Chicago (Illinois)[4]

## Musicisti
Brani A1, A2, A3 e A4
- Gene Ammons - sassofono tenore
- Leo Parker - sassofono baritono
- Howard McGhee - tromba
- Junior Mance - pianoforte
- Gene Wright - contrabbasso
- Charles Williams - batteria

Brani A5, A6, A7, B1, B2, B3, B4, B5, B6 e B7
- Gene Ammons - sassofono tenore
- McKinley Easton - sassofono baritono
- Johnny Coles - tromba
- John Huston - pianoforte
- sconosciuto - chitarra
- Benny Stuberville - contrabbasso
- George Brown - batteria